# أولريش ويت
أولريش ويت هو اقتصادي سويسري، ولد في 6 نوفمبر 1946.